# Pseudolasius amaurops
Pseudolasius amaurops är en myrart som beskrevs av Carlo Emery 1922. Pseudolasius amaurops ingår i släktet Pseudolasius och familjen myror. Inga underarter finns listade i Catalogue of Life.